# Bjørum
Bjørum eller Bjørumgård er en gammel hovedgård, som nævnes første gang i 1560, som et selvejerbol. Gården ligger i Vadum Sogn, Kær Herred, Ålborg Amt, Aalborg Kommune og Vendsyssel. Hovedbygningen er opført i 1790
Bjørum Gods er på 265 hektar

## Ejere af Bjørum
- (før 1560) Kronen
- (1560-1579) Anders Kjærulf
- (1579-1585) Anders Pedersen Galt
- (1585-1587) Stygge Høg Banner
- (1587-1625) Slægten Mørk
- (1625-1645) Anders Jensen Mørk
- (1645-1662) Jens Andersen Mørk
- (1662-1686) Eiler Holck
- (1686-1688) Peter Rodsteen
- (1688-1719) Kirstine Steensdatter Beck gift Rodsteen
- (1719-1730) Else Elisabeth Frederiksdatter Rodsteen
- (1730-1733) Christine Birgitte Jørgensdatter Bille gift Holck
- (1733-1776) Schack Vittinghof greve Holck
- (1776-1785) Burchard Georg greve Holck
- (1785-1788) Mariane Dorothea Detlevsdatter Trappaud gift (1) Holck (2) von der Lühe
- (1788-1795) Carl Gottlob von der Lühe
- (1795-1800) Mariane Dorothea Detlevsdatter Trappaud gift (1) Holck (2) von der Lühe
- (1800-1806) Jørgen Møller
- (1806-1807) Peder Thøgersen Mollerup
- (1807-1808) Hans Svanholm
- (1808-1819) Niels Gleerup
- (1819-1820) Elisabeth Kirstine Gleerup gift (1) Koefoed (2) Koefoed
- (1820-1830) Carl Christian Koefoed
- (1830) Elisabeth Kirstine Gleerup gift (1) Koefoed (2) Koefoed
- (1830-1853) Jørgen Koefoed
- (1853) Severin Chr. N. Gleerup
- (1853) Christian Christensen / Støcken
- (1853-1856) E. Benthien
- (1856-1863) A. Jessen / V. Brünes
- (1853-1865) Severin Chr. N. Gleerup
- (1865-1895) W. A. Th. Westrup
- (1895-1897) Landmandsbanken
- (1897-1904) Niels Brüel
- (1904-1910) rigsgreve Christian von Platen zu Hallermund
- (1910-1912) P. A. Hansen
- (1912-1923) A. P. Andreasen
- (1923-1939) Enke Fru Katrine Andreasen
- (1939-1963) Knud Andreasen
- (1963-1975) Poul G. Karlshøj
- (1975-2006) Erik Blach
- (2006-) Michael Blach